# Henning Schütte

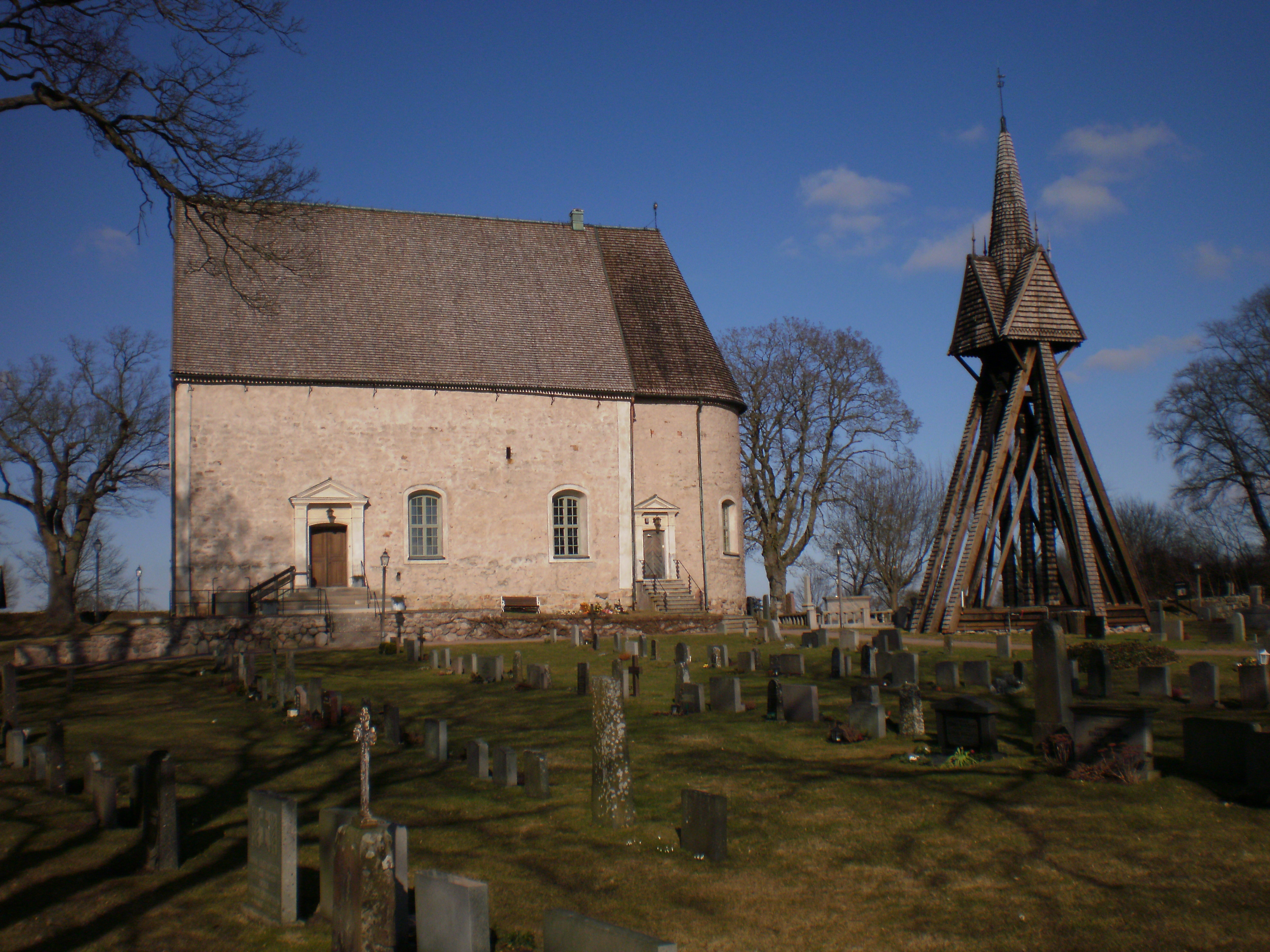
Kläckeberga kyrka.

Henning Schütte, (adlad Skyttenhielm 1668, men fortsatte att använda namnet Schütte), född 12 oktober 1620 i Nyköping, död 31 december 1707 i Kalmar, var biskop i Kalmar stift och riksdagsman. 
Henning Schütte var son till handelsmannen Henning Nilsson Schütte. Han först i Nyköping, fick därefter privatundervisning av kyrkoherden i Tyska församlingen i Stockholm. Den 22 februari 1638 blev Henning Schütte student vid Uppsala universitet. Han blev student vid Rostocks universitet i december 1646, och vid Leipzigs universitet sommaren 1647. Schütte blev filosofie magister den 6 maj 1647, och han erhöll då ett kungligt stipendium för att kunna företa en treårig studieresa till kontinenten. Han besökte därvid Frankrike, England och Holland. 
Den 26 september 1652 utnämndes han till hertig Karls Gustafs hovpredikant, och han blev 1654 kunglig hovpredikant och preses i Fältkonsistoriet. Schütte medföljde som sådan hären till Pommern och Danmark. Henning Schütte utnämndes den 15 maj 1658 till superintendent i Nidaros stift. Den 17 mars 1660 blev han utnämnd till superintendent i Kalmar stift, och han tog säte i domkapitlet den 28 augusti 1660.
Henning Schütte vigdes den 24 maj 1665 med Anna Grelsdotter Appelbom (1636 – 1714-03-05) på slottet Tre Kronor i Stockholm, och Karl X Gustav stod för kostnaderna. Paret fick dottern Anna Engel Skyttenhielm (1662–1730). Henning Schütte adlades 1668 som den adliga ätten 788, och antog då namnet Skyttenhielm.
Då Karl XI upphöjde superintendenturen till biskopsdöme den 5 maj 1678 blev Henning Schütte Kalmar stifts förste biskop. Schütte promoverades i sin frånvaro till teologie doktor vid Uppsala universitet den 28 februari 1693 i samband med jubelfesten.
Henning Schütte jordfästes i Kalmar domkyrka men begravdes i den Skyttenhielmska graven i Kläckeberga kyrka i Kläckeberga församling, där även hans hustru Anna Grelsdotter Appelbom och deras dotter, överstinnan Anna Engel Skyttenhielm, fick sina vilorum.